# Index specializace průmyslové výroby
Index specializace průmyslové výroby je ukazatel hodnocení specializace průmyslu. Index informuje o specializaci území z hlediska odvětvové struktury průmyslu. Dává představu o stupni významnosti průmyslového odvětí v dané území jednotce v porovnání s postavením průmyslového odvětví v hierarchicky vyšší prostorové jednotce.
Vypočteme ho následovně:
{\displaystyle I_{{si}^{1}}={{P_{io}\ P_{ic}} \over {P_{jo}\ P_{jc}}}}
{\displaystyle I_{si}} – index specializace i-té teritoriální jednotky (i=1,2,...,n),
{\displaystyle P} – počet zaměstnaných (hodnota produkce),
{\displaystyle o} – zaměstnaní (hodnota produkce) v daném průmyslovém odvětví,
{\displaystyle c} – zaměstnaní (hodnota produkce) v průmyslu celkem,
{\displaystyle i} – region hierarchicky nižší,
{\displaystyle j} – region hierarchicky vyšší.

Index se pohybuje v hodnotách okolo 1. Pokud je větší než 1, specializace průmyslu v dané jednotce je větší než v jednotce hierarchicky vyšší. Naopak pokud index nabývá hodnot menších než 1, specializace je větší v hierarchicky vyšší jednotce.